# Палени

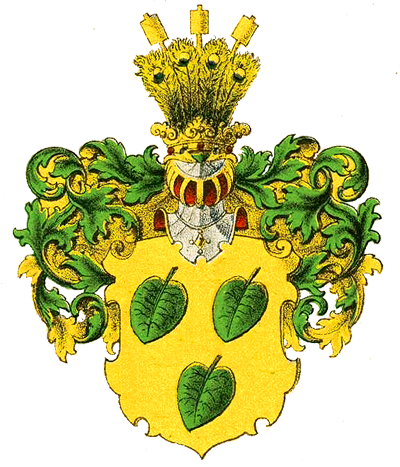
Герб Паленів (Балтійський гербовник)

Па́лени (нім. Pahlen), або фон дер Па́лен (нім. von der Pahlen, «Паленські») — німецький шляхетний рід. Піддані Швеції, Курляндії, Росії. Родичі Коскуллів, спільний предок яких прибув хрестоносцем до Лівонії в середині ХІІІ ст. із невідомої області Німеччини. Його нащадками були лицар Андреас Коскельський (лат. Andreas de Koskele), згадуваний вперше під 1302 роком, і Йоганн Пальський (лат. Johannes de Palo), родоначальник Паленів, васал ризького архієпископа Йоганна III, графа Шверінського; Йоганн Пальський володів маєтками у Дікельні з 1298 року й займав посаду війта Трейдена (1316—1322). У 1456 роком власником Дікельна був Готтшальк фон дер Пален (нім. Gottschalk von der Pahlen), потомство якого володіло цією землею до початку Північних воєн. Чимало представників роду служили у Лівонському ордені: фелінський каннонік Госвін (1424), ревельський комтур Дітріх (1470), віндавський комтур Вільгельм; Дітріх виступав уповноваженим магістра на Аугсбурзькому рейхстазі (1530). 1677 року частина ліфляндських Паленів переселилася до Естляндії, започаткувавши нову естляндську гілку: її голови були володарями маєтку Пальмс, який зберігали за собою до 1919 року. 1697 року шведський король Карл XI надав ліфляндським Паленам титул фрайгерів (баронів). Їхні нащадки були записані у реєстри ліфляндського (1745), естляндського (1746), курляндського (1778) і езельського лицарства (1907). 1799 року російський цар Павло I нагородив Петера фон Палена, представника естляндської гілки, спадковим титулом графа; його сини й онуки відзначилися на службі в російській армії.

## Герб
У золотому полі три зелені листочки. Намет зелений, підбитий золотом. У клейноді три золоті рогозини на тлі павиного пір'я.
22 лютого 1799 року російський імператор Павло І надав спадковий титул графа Російської імперії генералу Петеру-Людвігу (Петру Олексійовичу) фон дер Палену. Разом із цим було затверджено новий герб графів Паленів. Опис герба подано у «Загальному гербовнику дворянських родів Російської імперії»:
| Оригінал |  | Переклад |
| --- |  | --- |
| Щит разделен горизонтально на две части, в нижней большой части содержится древний Герб Баронов фон дер-Пален; оной разделен на пять полей; среднее золотое поле содержит три Листа зеленого цвета. В правом верхнем голубом поле золотой Лев, окруженный серебряными Розами. В левом верхнем золотом поле виден одетый в Латы Всадник, скачущий на вороной Лошади, держащий в правой руке подъятый Меч, а в левой золотой Щит. В правом нижнем золотом же поле три Розы. В левом нижнем голубом поле два серебряные Ружья, поставленные крестообразно на землю и над ними золотая Звезда – К сему Щиту, по случаю пожалования Генерала от Кавалерии Барона Петра Алексеевича фон-дер-Палена в Графы Всероссийской Империи, прибавлена золотая Вершина, в которой виден до половины вылетающий черный Орел коронованный, с изображением на груди в голубом поле имени Государя Императора ПАВЛА Первого. Весь больший Щит покрыт Графскою короною, на поверхности которой поставлены три серебряные Шлема, увенчанные: средний Графскою, а крайние два Баронскою Коронами. На среднем шлеме видны четыре Павлиные пера и между ими три Громовые Стрелы. Над правым Шлемом изображено солнце, с двумя по сторонам его Знаменами желтого и черного цветов. Над левым Шлемом находится в Щите означенный Всадник на лошади с Мечем. Намет на Щите красной и зеленой, подложенной серебром и черным. Щит держат: с правой стороны Воин в Латах с малиновою перевязью, а с левой стороны Казак с пикою. В низу Щита Девиз: CONSTANTIA ET ZELO. |  | Щит розділений горизонтально на дві частини, в нижній більшій частині розташовано древній герб баронів фон дер-Паленів; він розділений на п'ять полів; середнє золоте поле має три листки зеленого кольору. У правому верхньому блакитному полі золотий лев, оточений срібними трояндами. У лівому верхньому золотому полі видно одягненого у обладунки вершника, який скаче на вороному коні, тримає в правій руці піднятий меч, а в лівій — золотий щит. У правому нижньому золотому ж полі три троянди. У лівому нижньому блакитному полі дві срібні рушниці, поставлені хрестоподібно на землю і над ними золота зірка. До цього ж шита, з нагоди пожалування генерала від кавалерії барона Петра Олексійовича фон-дер-Палена в графи Всеросійської імперії, додана золота вершина, в якій видно до половини виринаючого чорного орла коронованого, із зображенням на грудях в блакитному полі імені государя-імператора Павла І. Весь великий щит покритий графського короною, на поверхні якої поставлені три срібні шоломт, увінчані: середній графською, а крайні два — баронськими коронами. На середньому шоломі видно чотири павині пера і між ними три громові стріли. Над правим шоломом зображено сонце, з двома по боках його прапорами жовтого і чорного кольорів. Над лівим шоломом розміщений у щиті зазначений вершник на коні з мечем. Намет на щиті червоний і зелений, підбитий сріблом і чорним. Щит тримають: з правого боку воїн в обладунках із малиновим перев'язом, а з лівого боку —козак із пікою. В низу щита девіз: CONSTANTIA ET ZELO (постійність і завзяття). |

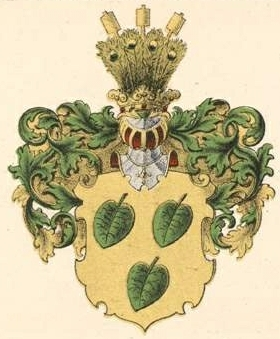
фон дер Палени XVI ст.
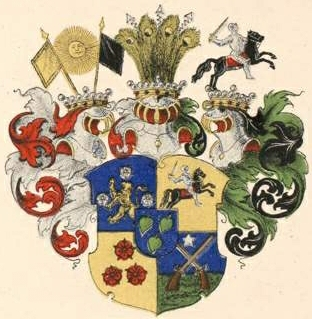
Барони Палени 1697
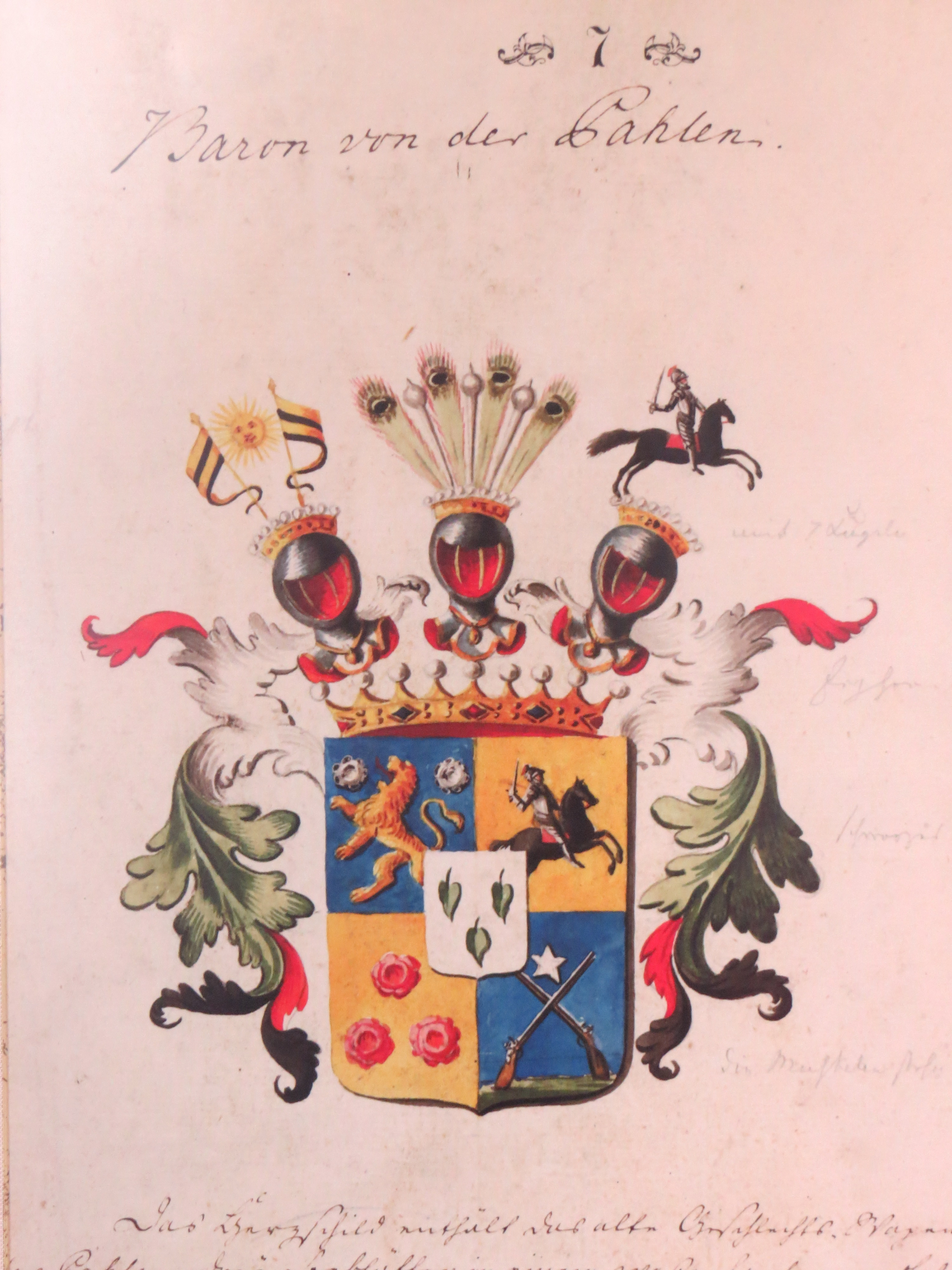
Барони Палени 1697
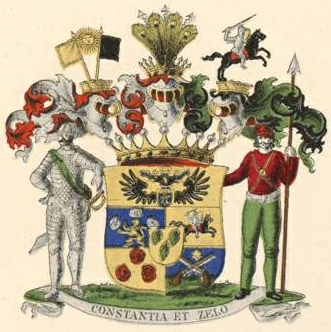
Графи Палени 1799

## Представники

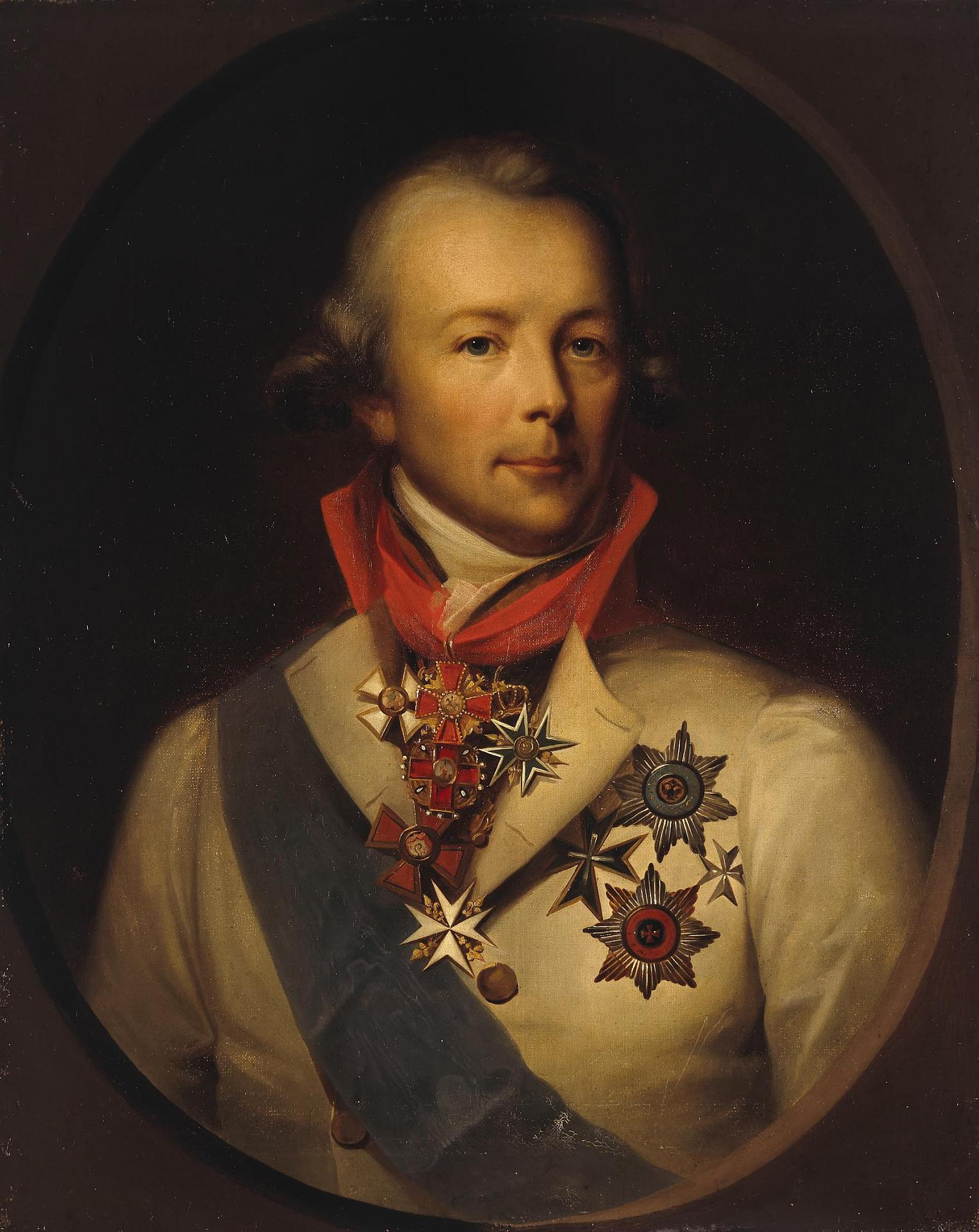
Петер-Людвіг

- Йоганн (1602—1694), шведський підполковник, володар Уббенорма.
  -  Густав-Крістіан (1648—1736) 
    - Аренд-Дітріх (І) (1675—1710), володар Пальмса.
      - Аренд-Дітріх (ІІ) (1706—1753), володар Пальмса. ∞ Магдалена-Єлизавета фон Дерфельден (1710—1793).
        - Ганс (1740—1817) володар Пальмса, російський таємний радник.
          - Карл-Манус (1776—1863), російський генерал.
            - Александр (1819—1895)
            - Алексій (1850—1925), палеонтолог.

        - Петер-Людвіг (1699—1775), російський генерал, граф, організатор вбивства Павла I. ∞ Юліана фон Шеппінг (1751—1814)
          - Пауль (1775—1834), російський офіцер, граф.
          - Петер-Йоганн-Крістоф (1777—1864), російський генерал, граф.
          - Фрідріх (1780—1863), дійсний таємний радник, граф. ∞ Віра Григоріївна Чернишова
            -  Наталія (1842—1920) ∞ Пауль-Герман фон Лівен.

          -  Йоганн (1784—1856), російський офіцер, граф. ∞ Луїза-Теофіла-Софія фон Медем.
            - Карл-Йоганн-Петтер (1824—1907) ∞ Луїза-Анна фон Бер.
              - Пауль-Петер-Адольф (1862—1942) ∞ Фреда фон Тюнген.
              -  Алексій-Фрідріх (1874—1938), російський генерал.

            -  Магнус-Константін-Фердинанд (1830—1912) ∞ Гелена фон Толль
              - Петер  (1859—1912)
              -  Константін-Йоганн-Георг (1861—1923) ∞ Софія фон Ніколай